# Vittoria

Ubicació de Vittoria dins la província

Vittoria (sicilià Vittoria) és un municipi italià, situat a la regió de Sicília i a la província de Ragusa. L'any 2006 tenia 61.221 habitants. Limita amb els municipis d'Acate, Chiaramonte Gulfi, Comiso i Ragusa.

## Administració
| Període | Identitat        | Partit               |
| ------- | ---------------- | -------------------- |
| 2008-   | Antonino Buscema | Centreesquerra – MpA |

## Galeria d'imatges

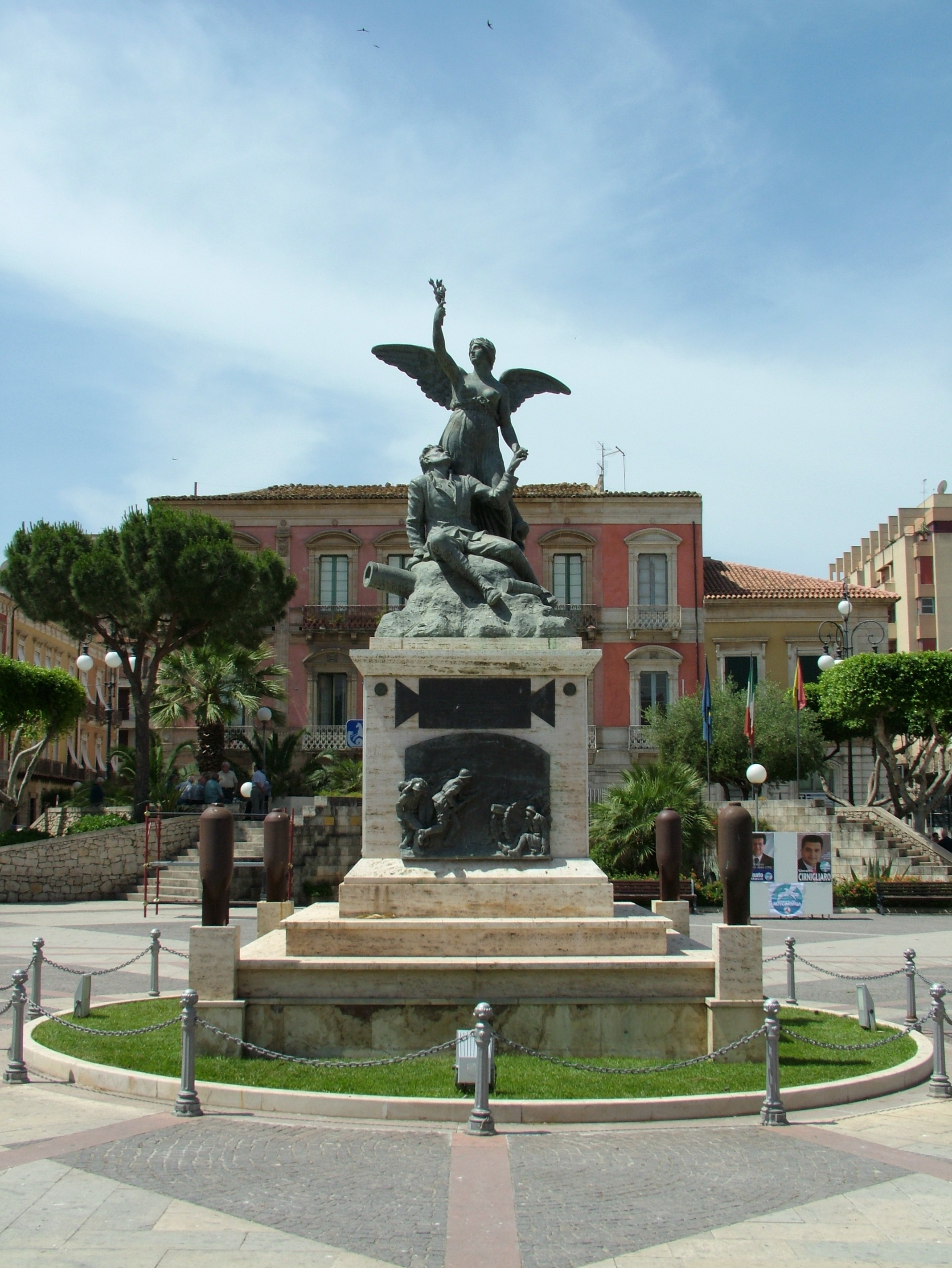
Piazza del Popolo
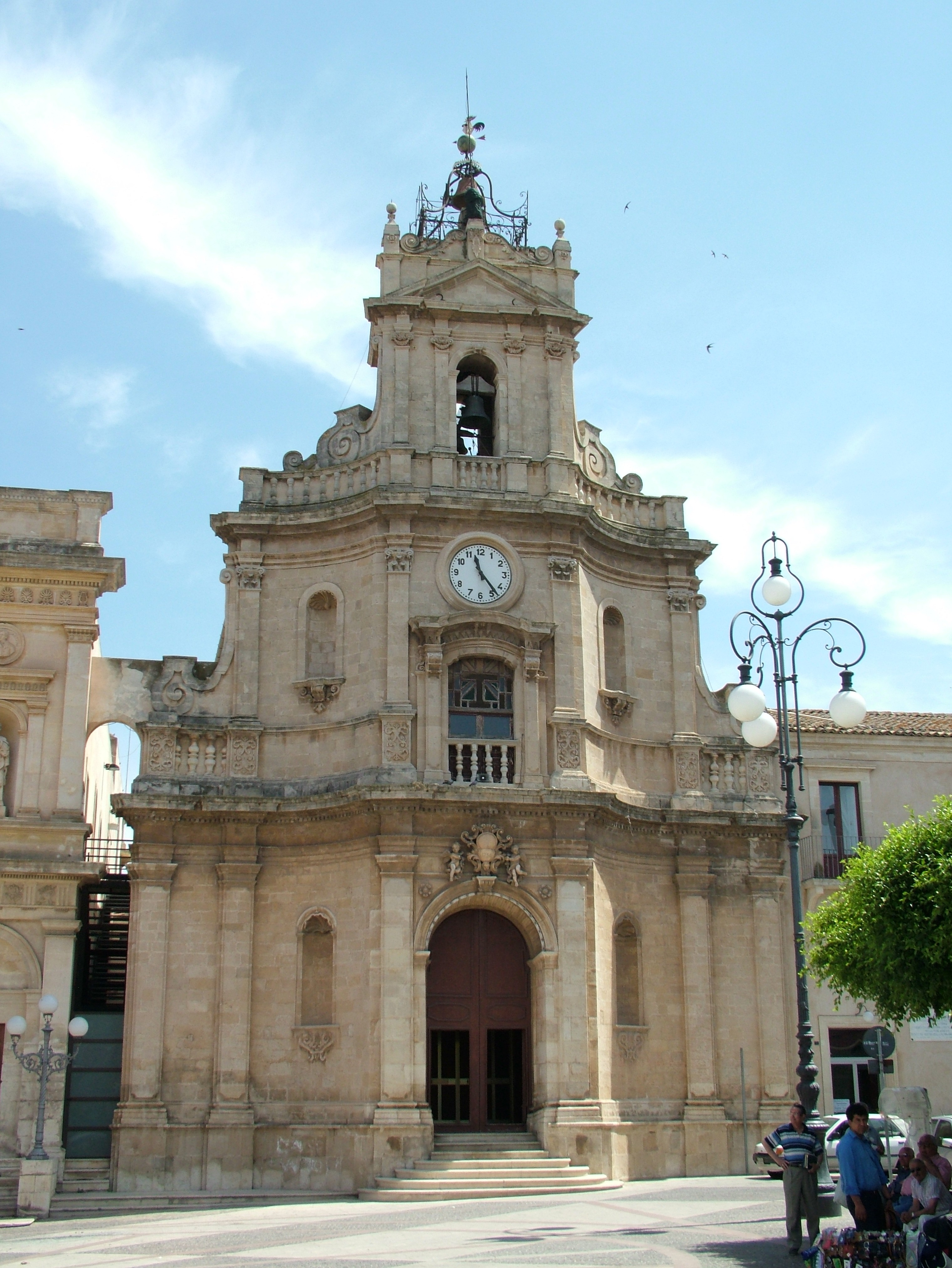
Església i Convent delle Grazie